# Коливанська сільська рада (Кур'їнський район)
Колива́нська сільська рада (рос. Колыванский сельский совет) — сільське поселення у складі Ку'їнського району Алтайського краю Росії.
Адміністративний центр — село Коливань.

## Населення
Населення — 1219 осіб (2019; 1495 в 2010, 1795 у 2002).

## Склад
До складу сільської ради входять:
| Населений пункт       | Населення, осіб (2002) | Населення, осіб (2010) |
| --------------------- | ---------------------- | ---------------------- |
| імені 8 Марта, селище | 205                    | 154                    |
| Коливань, село        | 1456                   | 1235                   |
| Підхоз, селище        | 134                    | 106                    |